# 1896年夏季奧林匹克運動會射擊比賽－男子25米手槍快射
男子25米手槍快射是1896年夏季奧林匹克運動會射擊比賽五個比賽項目之一，比賽於4月11日舉行，共有三個國家的四名運動員參加比賽。由於美國的佩恩兄弟（約翰·佩因及萨姆纳·佩因）因為他們使用的手槍不符合比賽的「慣常口徑」（只允許使用.45口徑的手槍）而被取消資格。佩恩兄弟拒絕希臘射手們提供使用他們的手槍的提議，最終只有四名射手參加比賽。比賽形式為射手們在25米遠的目標上發射五組六發子彈。金牌及銀牌由兩名希臘射手揚尼斯·弗朗古迪斯及喬吉斯·奧爾菲尼迪斯獲得，銅牌由丹麥射手霍爾格·尼爾森獲得。
男子25米手槍快射是唯一一個仍然保留的射擊比賽，除1904年和1908年外，每屆夏季奧運會都會舉辦此項目；在1968年至1980年間，曾經邀請女性運動員參加。

## 賽程
| 日期    | 時間 | 階段 |
| ------- | ---- | ---- |
| 4月11日 | 9:00 | 決賽 |

## 賽果
由於資料不全僅有部分結果已知。
| 排名 | 參加者              | 国家 | 總分     | 命中目標 |
| ---- | ------------------- | ---- | -------- | -------- |
| 金牌 | 揚尼斯·弗朗古迪斯   | 希腊 | 344      | 23       |
| 銀牌 | 喬吉斯·奧爾菲尼迪斯 | 希腊 | 249      | 20       |
| 銅牌 | 霍爾格·尼爾森       | 丹麦 | 不詳     | 不詳     |
| –    | 西德尼·梅林         | 英国 | 沒有完成 | 沒有完成 |